# Giorgio Liuzzi
Giorgio Liuzzi (Vercelli, 30 agosto 1895 – Milano, 5 novembre 1983) è stato un generale italiano.

## Biografia
Giorgio Liuzzi nacque a Vercelli nel 1895 da una famiglia di origine ebraica. Sin dall'infanzia volle seguire le orme del padre Guido, che combatté la guerra di Libia e la prima guerra mondiale e che concluse la carriera militare col grado di generale di corpo d'armata del regio esercito.
Allievo dell'accademia reale di Torino dal 1913 al 1915, dovette interrompere gli studi a causa dello scoppio del primo conflitto mondiale. Assegnato al 1º Reggimento artiglieria terrestre di montagna, nel marzo 1916 era tenente, dal 23 aprile 1917 capitano per meriti speciale. In giugno fu decorato con una medaglia di bronzo al valor militare sul monte Zebio e in agosto con una d'argento sull'Isonzo.
Dal marzo 1918 presta servizio all'ufficio operazioni del XXVII Corpo d'armata.
Ai primi del 1919 va all'ufficio operazioni del Comando supremo militare italiano fino all'ottobre successivo.
Finita la guerra venne inviato a Vienna, dove fu membro della commissione interalleata di occupazione tra il 1920 e il marzo 1921. 
Dall'ottobre 1935 il Tenente Colonnello Liuzzi è Capo di Stato Maggiore della 2ª Divisione celere "Emanuele Filiberto Testa di Ferro" fino al febbraio 1938.
Proseguì gli studi e la carriera, fino a raggiungere il grado di colonnello per meriti speciale. 
Nel 1938 sposò a Modena Gabriella Namias e in maggio ricevette un encomio da parte di Mussolini:
(Archivio dell'Ufficio storico dello Stato maggiore dell'Esercito, Roma)
Da luglio 1938 comanda il 1º reggimento di artiglieria celere.
Fu congedato, in quanto ebreo, solo pochi mesi più tardi, in applicazione delle leggi razziali. Ritiratosi in un piccolo paese emiliano, durante la seconda guerra mondiale collaborò con la Resistenza per poi riprendere servizio nell'esercito dopo il 4 giugno 1944 a seguito della liberazione di Roma come
Capo di stato maggiore, alla delegazione A, che sovrintendeva alle unità italiane operanti con l'Eighth Army (British Army).
La delegazione dal 21 aprile 1945 diventa VI comando militare territoriale.
Nel secondo dopoguerra, promosso a generale di brigata, dal febbraio 1946 è addetto allo stato maggiore, divenendo Sottocapo di stato maggiore dell'Esercito italiano nell'ambito della ricostruzione delle forze armate italiane dal marzo 1947 e giugno 1948. 
Dal giugno 1948 comanda la Brigata corazzata "Ariete" (poi Divisione corazzata "Ariete") fino al gennaio 1950 diventando poi direttore generale dei servizi di commissariato e amministrazione del ministero della Difesa. 
Ottenne la promozione a generale di divisione dal 4 luglio 1950, e in seguito a generale di corpo d'armata nel luglio 1953.
Dall'ottobre 1951 comanda la divisione "Granatieri di Sardegna". Dal 4 ottobre 1952 al 10 aprile 1954 comanda il 10º Comando Militare territoriale a Napoli.
Dal 11 aprile 1954 comanda il V Corpo d'armata (Esercito Italiano).
Fu capo di stato maggiore dell'Esercito italiano dal 26 settembre 1954 al 28 marzo 1959. 
Dal febbraio 1962 è presidente del Centro studi per la Difesa civile fino al 31 agosto 1963.
Nel 1963 pubblicò a Roma il libro Italia difesa?, criticando la progressiva perdita d'importanza delle forze armate e l'ormai scarsa considerazione riservata loro.
Dal maggio 1968 direttore del consiglio direttivo dell'Ordine di Vittorio Veneto fino all'ottobre 1972, fu editorialista militare per il Corriere della Sera. Si trasferì in seguito a Milano, dove morì nel novembre 1983.